# Base ULM de Mondreville
La base ULM de Mondreville est une piste d'aviation destinée aux avions ULM. Elle se situe en Seine-et-Marne à 4 kilomètres du village de Mondreville. Comme toute base ULM, la piste est à usage restreint ou privé.

## Caractéristiques

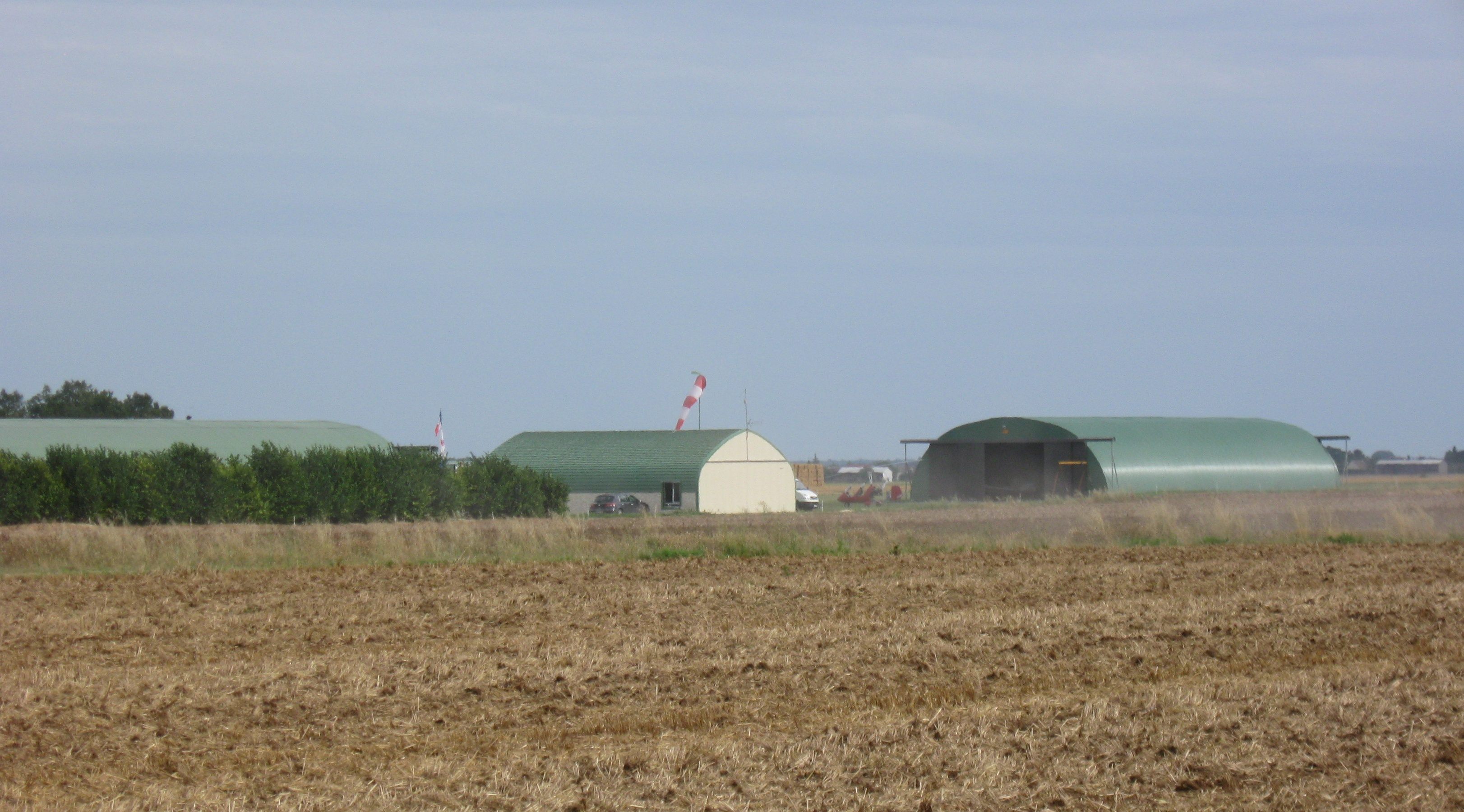
Base ULM de Mondreville

- Code : LF7752
- Altitude : 107 m (351 ft)
- Latitude : 48°10'07 N
- Longitude : 02°35'52 E